# Wissenschaftliche Weiterbildung
Die wissenschaftliche Weiterbildung umfasst sämtliche Studienangebote, die oftmals nach einem ersten berufsqualifizierenden Abschluss und nach einer Phase beruflicher Tätigkeit wahrgenommen werden und die im Hinblick auf die Adressatengruppe inhaltlich und didaktisch-methodisch auf Hochschulniveau entsprechend aufbereitet sind sowie das spezifische Zeitbudget Berufstätiger berücksichtigen.
Wissenschaftliche Weiterbildung knüpft üblicherweise an berufliche Erfahrungen an, setzt aber nicht zwingend einen Hochschulabschluss voraus. Sie kann abschlussbezogen (z. B. Zertifikat, Zeugnis, Weiterbildungs-Master), oder auch nicht abschlussbezogen sein. Sie ist in der Regel berufsbezogen, kann aber auch einem allgemeinen Erkenntnisgewinn dienen.

## Praxis wissenschaftlicher Weiterbildung
Neben Lehre und Forschung gehört die Weiterbildung zu den gesetzlichen Aufgaben der Hochschulen in Deutschland. Die Deutsche Gesellschaft für Wissenschaftliche Weiterbildung und Fernstudium (DGWF) ist mit 300 institutionellen und persönlichen Mitgliedern (2015) die relevante Interessenvertretung der wissenschaftlichen Weiterbildung in Deutschland. Die Gesellschaft gliedert sich in drei Sektionen und ist regional zusätzlich in zurzeit acht Landesgruppen organisiert.
Die DGWF nennt mehr als 180 Einrichtungen an verschiedenen Universitäten und Fachhochschulen im deutschsprachigen Raum, die auf dem Gebiet der wissenschaftlichen Weiterbildung tätig sind. Nur wenige Hochschulen – Ursula Bade-Becker von der Universität Bielefeld schätzt ca. 10 bis 15 Prozent – haben sich diesen Bereich noch nicht erschlossen.
Tatsächlich hat die Zahl der Angebote, die Angebotsvielfalt und die Bedarfsorientierung der Angebote in den zurückliegenden Jahren erheblich zugenommen. Dies darf allerdings nicht darüber hinwegtäuschen, dass den Weiterbildungsaktivitäten der Hochschulen sowohl gemessen an dem gesamten Spektrum der klassischen Hochschulaufgaben (Lehre, Studium, Forschung) als auch an der absoluten Zahl von Weiterbildungsangeboten in Deutschland und den anderen deutschsprachigen Ländern bis heute noch keine zentrale Bedeutung zukommt. Das gilt ungeachtet der Tatsache, dass Weiterbildung an einzelnen Hochschulen aufgrund jeweils besonderer Umstände einen bedeutenden Stellenwert einnehmen kann, wie etwa das Beispiel der Carl von Ossietzky Universität Oldenburg mit ihrem Center für lebenslanges Lernen (C3L) zeigt. Dezidiert auf das Thema der hochschulischen Weiterbildung konzentriert haben sich die inzwischen zur Steinbeis-Hochschule Berlin gehörende Deutsche Universität für Weiterbildung (2008–2013) und die Universität für Weiterbildung Krems.
Der Anteil der Hochschul-Weiterbildungsangebote am Gesamt-Weiterbildungsmarkt ist gering: Nach Angaben im 2006 erschienenen Berichtssystem Weiterbildung IX – Integrierter Gesamtbericht zur Weiterbildungssituation in Deutschland ist der Anteil der Hochschulen von vier Prozent (1991–2000) auf zwei Prozent (2003) an allen Teilnahmefällen gesunken (S. 284).
Indes wird das Potenzial, das die Hochschulen mit ihren Weiterbildungsangeboten haben, hoch eingeschätzt: „Der Bedarf an wissenschaftlicher Weiterbildung nimmt zu“, sagt Peter Faulstich, Lehrstuhl für Erwachsenenbildung/Weiterbildung der Universität Hamburg und ehemaliger Vorsitzender der DGWF. Und: „Zunehmend versuchen die Hochschulen diese Potentiale für die eigene Entwicklung zu nutzen. Ein aktivierender Faktor liegt angesichts drastisch knapper werdender öffentlicher Mittel für die Bewältigung der Kernaufgaben von Forschung und Lehre darin, Weiterbildungsaktivitäten als Instrument der Ressourcengewinnung zu nutzen.“
Allerdings führen Expansion und Diversifikation auch zur Unübersichtlichkeit und Undurchschaubarkeit insbesondere auf Seiten der potenziellen Nutzer von Hochschulweiterbildung. Markttransparenz ist deshalb ein Gebot der Stunde. Das gilt im Übrigen für das gesamte Bildungswesen.